# Melanomma auricinctaria
Melanomma auricinctaria là một loài bướm đêm trong họ Erebidae.